# Wydad Athletic Club (football féminin)
Pour les articles homonymes, voir Wydad Athletic Club.
Maillots
Le Wydad Athletic Club est un club professionnel marocain omnisports fondé le 8 mai 1937, basé à Casablanca et à portée nationale et internationale. Sa section de football possède une catégorie féminine qui a été créée le 8 mai 2002, sous l'impulsion de Nasserdine Doublali, président du club entre 1999 et 2003.
Avec son directeur sportif Wadie Radi, le WAC s'est lancé dans un nouveau projet pour améliorer le plus possible pour développer son école de la catégorie féminine.

## Histoire
La section football du Wydad Athletic Club possède une catégorie féminine avec toutes les catégories d'âge au sein de l'école du club; abrégé WAC, créee le 8 mai 2002 (année de lancement du championnat marocain).
En terme de titres, le WAC avec sa première équipe féminine est déjà champion du Maroc en 2007, ainsi qu'il était sacré champion de la Ligue du Chaouïa, dit « Championnat de la Ligue du Grand Casablanca » à trois reprises, et un trophée de la Coupe de la Fête du Trône, remporté en 2024. Tandis qu'à l'échelle continentale, le WAC s'adjuge en 2007 le championnat féminin des clubs champions d'Afrique du Nord.

## Palmarès
| Compétitions nationales | Compétitions internationales                            |
| --- | ------------------------------------------------------- |
| - Championnat du Maroc (1) : - Champion : 2007 - Vice-champion : 2013, 2019 - Coupe du Trône : - Finaliste : 2013, 2024 - Championnat (Ligue du Grand Casablanca) (3) : - Champion : 2013, 2017, 2019 - Coupe de la Fête du Trône (1) : - Vainqueur : 2024 | - Ligue des champions de l'UNAF (1) : - Champion : 2007 |